# Вугільний розріз

Вугільний розріз. Панорама.

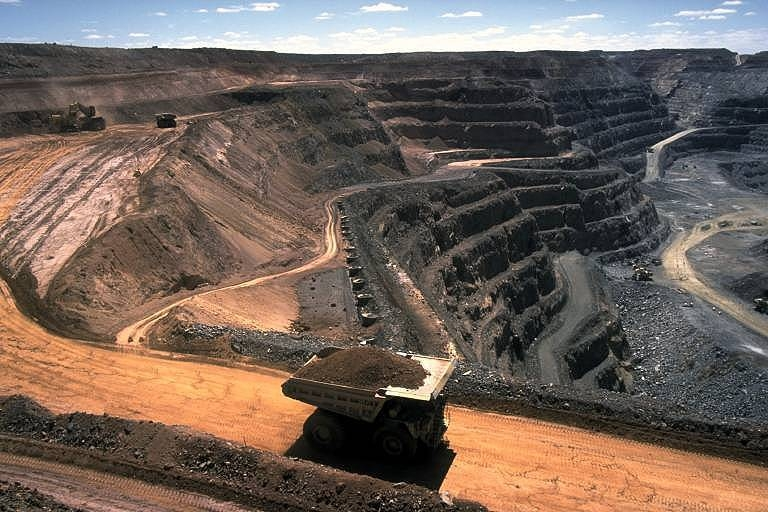
Вугільний розріз

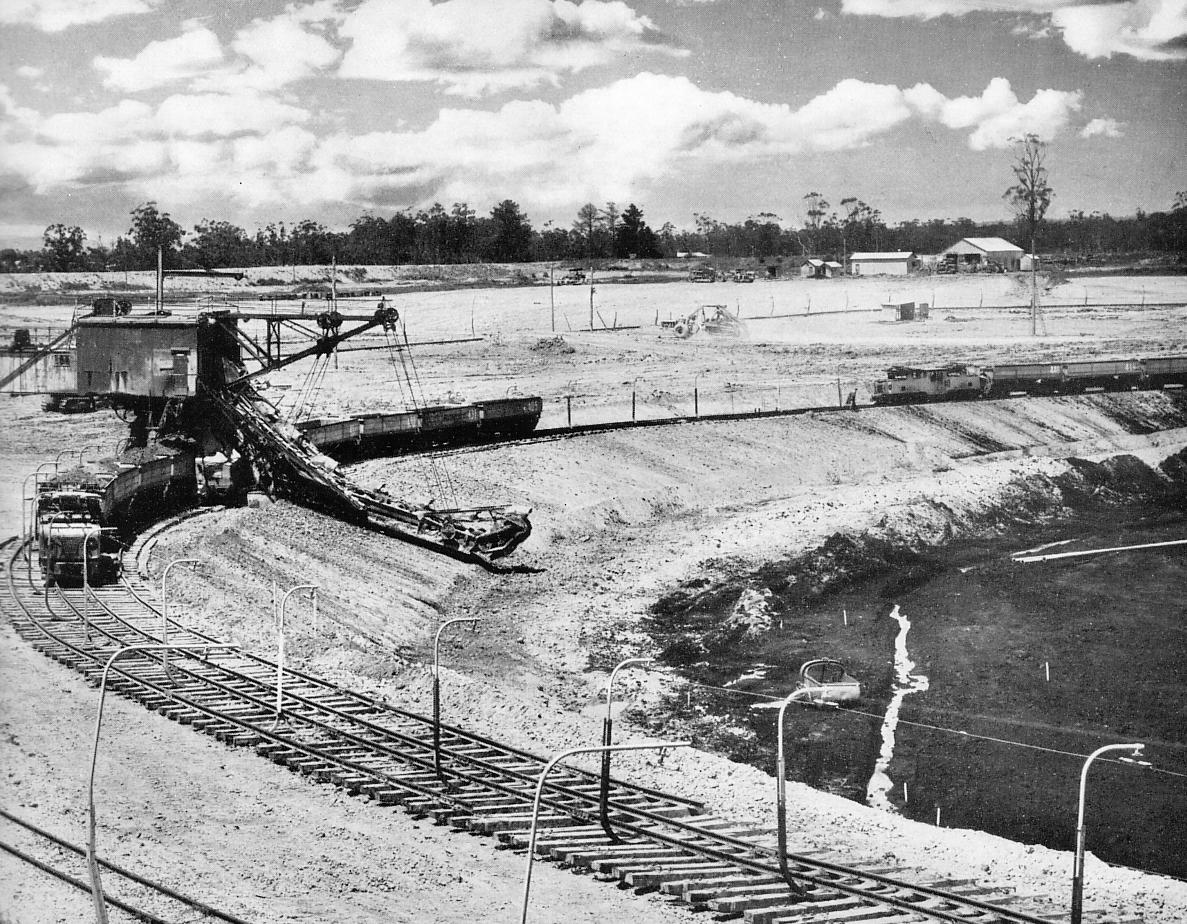
Розкрив на вугільному вугільний розрізі.

Вугі́льний ро́зріз — гірниче підприємство з видобутку вугілля (як правило, бурого) відкритим способом.
У ширшому розумінні — технологічний гірничий комплекс, який складається з кар'єру, навантажувально-транспортного і відвального господарства, ремонтно-механічних майстерень, інколи — сортувальної і збагачувальної фабрики.